# 도마 (밴드)
도마(DOMA)은 대한민국의 밴드이다. 보컬, 기타를 맡은 거누로 구성되어 있다. 2015년 EP 앨범《도마0.5》 발매하였다. 기타리스트 거누의 합류 후 2017년 정규 1집《이유도 없이 나는 섬으로 가네》  가 발매되었다.
2021년 3월 19일 김도마(김수아)씨 향년 28세 나이로 사망했으며, 나머지인 거누로 단독 활동하고 있다.

## 구성원
| 멤버 이름      | 활동 기간           | 출생 년도 | 사망 년도 | 비고 |
| -------------- | ------------------- | --------- | --------- | ---- |
| 거누(김건우)   | 2013년 ~ 현재       | 1996년    |           |      |
| 김도마(김수아) | 2013년 ~ 2021년 3월 | 1993년    | 2021년    |      |

## 결성 과정
- 2013년 솔로 싱어송라이터로 도마(김도마 솔로) 라이브 활동 시작
- 2015년 EP 도마 0.5집 발매 후 거누 합류

## 음반 목록

### 정규 앨범
- 1집 《이유도 없이 나는 섬으로 가네》 - 2017년 5월 30일

### 비정규 앨범
- 0.5집 《도마0.5》 - 2015년 8월 6일

### 참여 앨범
- 《다시, 봄》 - 2015년 8월 24일
- 《온스테이지 351번째 도마》 - 2017년 8월 16일
- 《허수아비들의 겨울잡담》 - 2017년 12월 4일
- 《SUM [숨∞] 여덟 번째 그린플러그드 공식 옴니버스 앨범》- 2018년 4월 5일